# Ngôn ngữ tại Phần Lan
Ngôn ngữ tại Phần Lan bao gồm hai ngôn ngữ chính thức (tiếng Phần Lan và tiếng Thụy Điển) cùng với một vài ngôn ngữ thiểu số như tiếng Sami, tiếng Di-gan, tiếng Karelia và ngôn ngữ ký hiệu Phần Lan.
Tại Phần Lan, cư dân có quyền khai báo tiếng mẹ đẻ của mình cách tự do trên Hệ thống dữ liệu về dân cư.

## Tiếng Phần Lan

Bản đồ các khu tự quản của Phần Lan, được ký hiệu như sau:
chỉ nói tiếng Phần Lan
nói cả tiếng Thụy Điển và tiếng Phần Lan, trong đó tiếng Phần Lan là ngôn ngữ đa số
nói cả tiếng Thụy Điển và tiếng Phần Lan, trong đó tiếng Thụy Điển là ngôn ngữ đa số
chỉ nói tiếng Thụy Điển
nói cả tiếng Sami và tiếng Phần Lan, trong đó tiếng Sami là ngôn ngữ thiểu số

Phần lớn dân số Phần Lan nói tiếng Phần Lan, với tỷ trọng người dùng ngôn ngữ này trong tổng dân số là 85,7% (2022). Đây là một ngôn ngữ thuộc ngữ chi Phần Lan, có mối tương quan mật thiết với tiếng Estonia và ít mật thiết hơn với tiếng Sami.

## Tiếng Thụy Điển
Tỷ trọng người Phần Lan sử dụng tiếng Thụy Điển làm ngôn ngữ chính trong tổng dân số Phần Lan vào năm 2022 là 5.2% (92,4% ở vùng tự trị Åland), thấp hơn so với đầu thế kỷ 20 (14%). Vào năm 2012, 44% dân số Phần Lan với ngôn ngữ chính, được khai báo trên Hệ thống thông tin dân cư, không phải là tiếng Thụy Điển có thể sử dụng ngôn ngữ này trong giao tiếp hằng ngày. Tiếng Thụy Điển là ngôn ngữ hành chính của Phần Lan từ cuối thế kỷ 19 trở về trước. Hiện nay nó là một trong số hai ngôn ngữ chính thức của Phần Lan, với vị thế ngang bằng với tiếng Phần Lan trong hầu hết các văn bản luật. Mặc dù vậy ngôn ngữ chính được sử dụng trong các cơ quan nhà nước là tiếng Phần Lan. Trong các trường học, hai môn tiếng Phần Lan và tiếng Thụy Điển là bắt buộc đối với tất cả học sinh ngoại trừ các em có tiếng mẹ đẻ là một ngôn ngữ thứ ba. Các ứng viên thi tuyển vào vị trí công chức yêu cầu nhân sự trình độ đại học bắt buộc phải có chứng chỉ ngôn ngữ.
Các cộng đồng người Phần Lan nói tiếng Thụy Điển lớn nhất thuộc bốn thành phố Helsinki, Espoo, Porvoo và Vaasa, nơi tiếng Thụy Điển là ngôn ngữ thiểu số. Hiện nay, tại thành phố Helsinki có đến 5.5% cư dân dùng tiếng Thụy Điển làm tiếng mẹ đẻ và 18,3% cư dân dùng ngôn ngữ thứ ba làm tiếng mẹ đẻ.
Phương ngữ Thụy Điển được sử dụng tại vùng Phần Lan lục địa được gọi là tiếng Thụy Điển Phần Lan. Nền văn học tiếng Thụy Điển Phần Lan là rất phong phú, với các nhà văn, nhà thơ lớn như Tove Jansson, Johan Ludvig Runeberg, Edith Södergran và Zacharias Topelius. Riêng ông Johan Ludvig Runeberg được mệnh danh là nhà thơ lớn của dân tộc Phần Lan, tác giả bản quốc ca mang tên "Vårt land" mà về sau được dịch sang tiếng Phần Lan.
Trong công tác hoạch định chính sách ngôn ngữ tại Phần Lan, nhà khoa học Christoffer Taxell đã phát biểu một nghịch lý mang tên ông, cho rằng các giải pháp đơn ngữ góp phần quan trọng trong việc hiện thực hóa nền song ngữ hữu hiệu, trong khi đó các giải pháp đa ngữ rốt cuộc lại hình thành một nền đơn ngữ. Quan điểm này được đưa ra dựa trên quan sát của ông về sự phụ thuộc của tiếng Thụy Điển đối với ngôn ngữ đa số là tiếng Phần Lan tại nhiều môi trường (chẳng hạn như trường học) vì một số nguyên nhân thực tế và nguyên nhân xã hội, bất kể các ưu điểm của hiện tượng học tập ngôn ngữ qua lại giữa các cá nhân.

## Tiếng Anh
Phần lớn người dân Phần Lan dùng tiếng Anh làm ngôn ngữ thứ hai của mình. Số liệu chính thức của năm 2012 cho thấy có ít nhất 70% người dân Phần Lan có thể nói tiếng Anh. Nó là ngôn ngữ mẹ đẻ của khoảng 0.5% dân cư Phần Lan.

## Tiếng Sami
Ngữ chi Sami là một nhóm các ngôn ngữ có mối tương quan với nhau và được dùng rải rác tại vùng Lapland. Các ngôn ngữ này có mối liên hệ xa với tiếng Phần Lan. Trong ngữ chi Sami, chỉ có ba ngôn ngữ được sử dụng tại Phần Lan: tiếng Sami Bắc, tiếng Sami Inari và tiếng Sami Skolt, với tổng số người dùng những ngôn ngữ này làm tiếng mẹ đẻ là 2.035 người.

## Tiếng Di-gan
Ngôn ngữ của người Di-gan Phần Lan còn được gọi là tiếng Kalo Phần Lan. Ngôn ngữ này được sử dụng tại Phần Lan từ gần 450 năm trở lại đây và chịu ảnh hưởng đáng kể từ các ngôn ngữ khác tại Phần Lan (chẳng hạn như tiếng Phần Lan). Trong số 13.000 người Kaale, chỉ có khoảng 30% trong số đó có thể nói thành thạo và thông hiểu tốt ngôn ngữ này. Số người nói tiếng Kalo Phần Lan sụt giảm đáng kể sau Chiến tranh thế giới thứ hai. Phần lớn người Kalo Phần Lan dùng tiếng Phần Lan hoặc tiếng Thụy Điển trong đời sống hằng ngày.
Các khu tự quản có thể tổ chức một chương trình giáo dục bằng tiếng Kalo Phần Lan nếu tại khu tự quản ấy có đủ số trẻ em người Kaale để thành lập một nhóm trẻ. Tuy nhiên, một trong những thách thức mà khu tự quản gặp phải đó là vấn đề khan hiếm giáo viên tiếng Kalo Phần Lan. Theo Hiến pháp Phần Lan, người Kaale có quyền nói ngôn ngữ và thực hành văn hóa của dân tộc mình. Theo ước tính, số lượng người nói tiếng Di-gan đã giảm 40% trong vòng 50 năm trở lại đây.

## Tiếng Karelia
Trước Chiến tranh thế giới thứ hai, tiếng Karelia được dùng tại vùng Karelia Biên giới (tiếng Phần Lan: Raja-Karjala)—nằm ở bờ Đông Bắc của hồ Ladoga. Sau Chiến tranh, người Karelia tản cư ở khắp mọi miền nước Phần Lan. Vào năm 2001, Hội Ngôn ngữ Karelia ước tính có khoảng từ 11.000 đến 12.000 cư dân Phần Lan thông hiểu được tiếng Karelia, phần lớn trong số đó là người cao tuổi. Số liệu ước tính mới cho rằng có gần 5.000 cư dân Phần Lan dùng tiếng Karelia làm ngôn ngữ thứ nhất trong tổng số 30.000 người dùng được tiếng Karelia.
Nguyên Tổng thống Cộng hòa Tarja Halonen đã ban hành một quy định nhằm công nhận tiếng Karelia vào năm 2009—phù hợp với Hiến chương Châu Âu về ngôn ngữ vùng miền và tiếng dân tộc thiểu số.

## Ngôn ngữ ký hiệu
Quyền của người dùng ngôn ngữ ký hiệu được bảo đảm trong Hiến pháp và Luật Ngôn ngữ ký hiệu có hiệu lực từ năm 2015, quy định nghĩa vụ đối với Nhà nước trong việc tạo cơ hội cho người khuyết tật sử dụng ngôn ngữ của mình. Cư dân Phần Lan được quyền khai báo tiếng mẹ đẻ của mình là Ngôn ngữ ký hiệu Phần Lan từ năm 2008. Cuối năm 2014, đã có hơn 500 người đăng ký tiếng mẹ đẻ của mình là Ngôn ngữ ký hiệu (Phần Lan hoặc Thụy Điển Phần Lan) trên Hệ thống dữ liệu về dân cư. Riêng đối với Ngôn ngữ ký hiệu Thụy Điển Phần Lan thì từ tháng 6 năm 2021, người dân đã có thể khai báo ngôn ngữ này làm tiếng mẹ đẻ của mình trên Hệ thống dữ liệu về dân cư.
Có khoảng 5.500 người sử dụng Ngôn ngữ ký hiệu Phần Lan, trong đó số người điếc sử dụng ngôn ngữ này là xấp xỉ 3.000. Ngôn ngữ ký hiệu Thụy Điển Phần Lan được sử dụng bởi gần 300 người, một nửa trong số đó là người khiếm thính. Tác động của Ngôn ngữ ký hiệu Phần Lan đối với Ngôn ngữ ký hiệu Thụy Điển Phần Lan là rất lớn do ngôn ngữ ký hiệu tiếng Thụy Điển có ít người sử dụng cũng như mức độ lan tỏa của cộng đồng người dùng ngôn ngữ ký hiệu Phần Lan. Vào năm 2020, đài Yleisradio đã tường thuật Tiệc chiêu đãi nhân ngày Quốc khánh tại Dinh Tổng thống Phần Lan bằng cả hai ngôn ngữ ký hiệu.

## Địa phương song ngữ

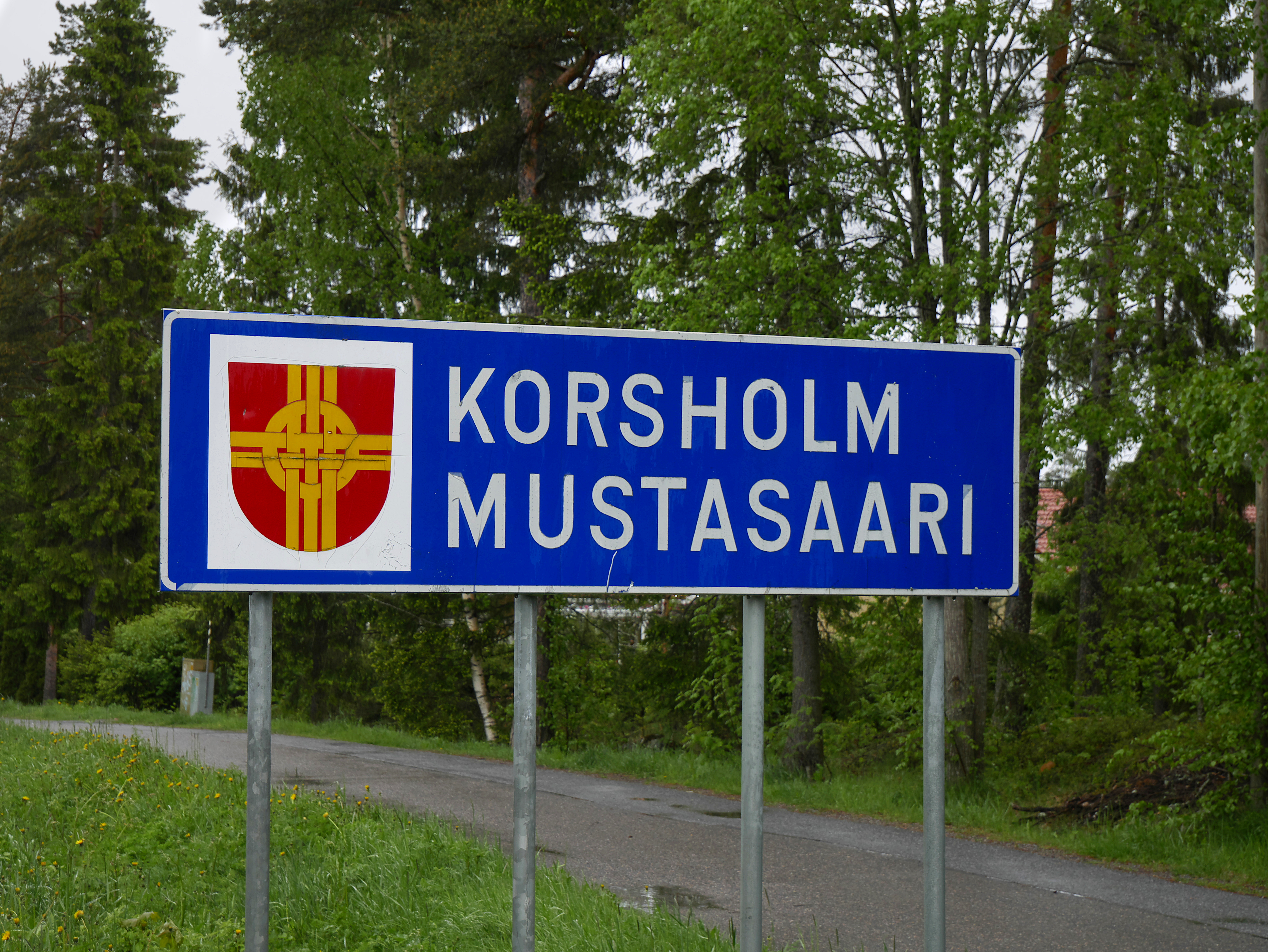
Bảng giới hạn địa giới huyện Korsholm (Mustasaari) với tên tiếng Thụy Điển viết ở dòng trên (một số nơi khác thì tên tiếng Phần Lan được viết ở dòng trên)

Tất cả các khu tự quản Phần Lan nào có ít nhất 8% dân số (hay ít nhất là 3000 người) sử dụng cả tiếng Phần Lan và tiếng Thụy Điển thì được công nhận là các địa phương song ngữ. Số lượng các địa phương song ngữ hiện nay là 59, thuộc các khu tự quản duyên hải vùng Ostrobothnia, Tây Nam Phần Lan, Uusimaa và toàn bộ vùng tự trị Åland (các khu tự quản của Åland chỉ sử dụng tiếng Thụy Điển). Ngoài ra còn tồn tại nhiều khu tự quản với cộng đồng thiểu số người nói tiếng Thụy Điển tuy đáng kể nhưng không đạt tiêu chuẩn để trở thành địa phương song ngữ—do đó các khu tự quản này trở nên các địa phương đơn ngữ Phần Lan. Tất cả các khu tự quản tại Phần Lan (ngoại trừ các địa phương thuộc vùng Åland và 3 khu tự quản thuộc vùng Ostrobothnia) là địa phương đơn ngữ Phần Lan. Vùng Ostrobothnia là vùng duy nhất thuộc Phần Lan lục địa có số lượng dân cư nói tiếng Thụy Điển chiếm đa số (52%).
Tiếng Sami được công nhận là ngôn ngữ đồng chính thức tại một số khu tự quản ở vùng cực bắc Phần Lan, bất kể tỷ trọng người sử dụng thứ tiếng này trong dân cư. Các địa phương đó là Utsjoki, Inari, Enontekiö và một phần huyện Sodankylä.
Tại các địa phương song ngữ, biển hiệu sẽ có cả hai thứ tiếng, các tài liệu quan trọng được dịch sang tiếng Phần Lan hoặc Thụy Điển và các công chức, viên chức phải có khả năng sử dụng cả hai thứ tiếng trong công tác. Các cơ quan hành chính trung ương sử dụng cả hai thứ tiếng trong công tác và trong một số trường hợp họ phải có khả năng dùng tiếng Sami.
Các khu tự quản thường có hai hoặc nhiều tên bằng tiếng Phần Lan, Thụy Điển hay Sami. Các tên có vị thế ngang nhau và đều là tên chính thức của khu tự quản.